# Ayman Shawky
Ayman Shawky Konsowa (ar. أيمن شوقي, ur. 9 grudnia 1962) – piłkarz egipski grający na pozycji napastnika.

## Kariera klubowa
Karierę piłkarską Shawky rozpoczął w klubie Al-Koroum z Aleksandrii. W 1982 roku zadebiutował w jego barwach w pierwszej lidze egipskiej. W Al-Koroum grał przez dwa lata, a jego największym sukcesem w tym klubie było wywalczenie tytułu króla strzelców w sezonie 1983/1984.
W 1984 roku Shawky przeszedł do Al-Ahly Kair. W 1987 roku wygrał z Al Ahly Afrykańską Ligę Mistrzów (0:0 i 2:0 w finale z Al-Hilal Omdurman z Sudanu). W swojej karierze pięciokrotnie zostawał mistrzem kraju w latach 1985–87, 1989 i 1994 oraz pięciokrotnie Puchar Egiptu w latach 1985, 1989, 1991–93. Natomiast w latach 1984–86 i 1993 sięgnął z Al-Ahly po Afrykański Puchar Zdobywców Pucharów.
W 1994 roku Shawky został piłkarzem Zamaleku Kair. Grał w nim przez dwa lata. W 1996 roku zwyciężył z nim w Afrykańskiej Lidze Mistrzów (1:2, 2:1 k. 5:4 w finale z Shooting Stars FC). W 1997 wrócił do Al-Koroum, w którym w 1999 roku zakończył karierę.

## Kariera reprezentacyjna
W reprezentacji Egiptu Shawky zadebiutował w 1984 roku. W 1990 roku został powołany przez selekcjonera Mahmouda El-Gohary'ego do kadry na Mistrzostwa Świata we Włoszech. Tam był rezerwowym zawodnikiem i nie rozegrał żadnego spotkania.